# Roman von Ungern-Sternberg

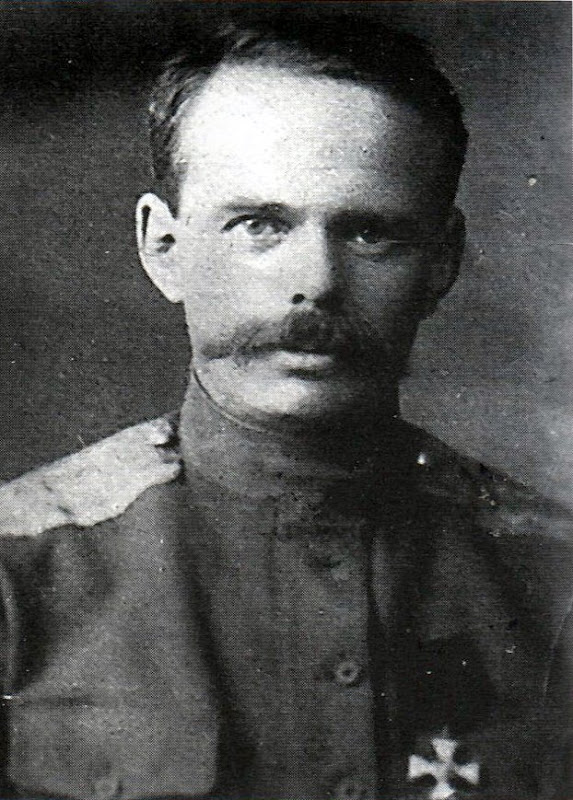
Roman von Ungern-Sternberg

Roman-Nikolai-Maximilian Feodorowitsch von Ungern-Sternberg, auch Robert Nikolaus Maximilian Freiherr von Ungern-Sternberg, (russisch Барон Роман-Николай-Максимилиан фон Унгерн-Штернберг; auch Roman Fjodorowitsch von Ungern-Sternberg/Роман Фёдорович фон Унгерн-Штернберг; * 29. Dezember 1885jul. / 10. Januar 1886greg. in Graz, Österreich-Ungarn; † 15. September 1921 in Nowonikolajewsk, Sowjetrussland) war ein Baron deutschbaltischer Herkunft in zaristischen Diensten.
Später änderte er seinen Namen von Ungern-Sternberg in Ungern von Sternberg. Dies geschah möglicherweise aus dem Grund, dass er Vermutungen auf eine angebliche jüdische Herkunft entgegentreten wollte, da Sternberg als klassischer jüdischer Name galt. Als er seinen Namen ins Mongolische übertrug, änderte er ihn so um, dass er Großer Sternenberg bedeutete. Von seinen Gegnern erhielt er während des russischen Bürgerkriegs Beinamen wie Roter Baron, Blutiger Baron, Weißer Baron oder Schwarzer Baron.
Als Kommandeur einer Teilgruppe der Weißen Armee im Fernen Osten Russlands besetzte er Anfang 1921 die Äußere Mongolei, woraufhin er vom Bogd Khan den Titel eines Khan der Mongolei verliehen bekam. Nach etwa sechs Monaten wurden seine Truppen von der Roten Armee zerschlagen. Ungern-Sternberg selbst wurde gefangen genommen und nach kurzer Zeit hingerichtet.

## Leben

### Kindheit und Ausbildung

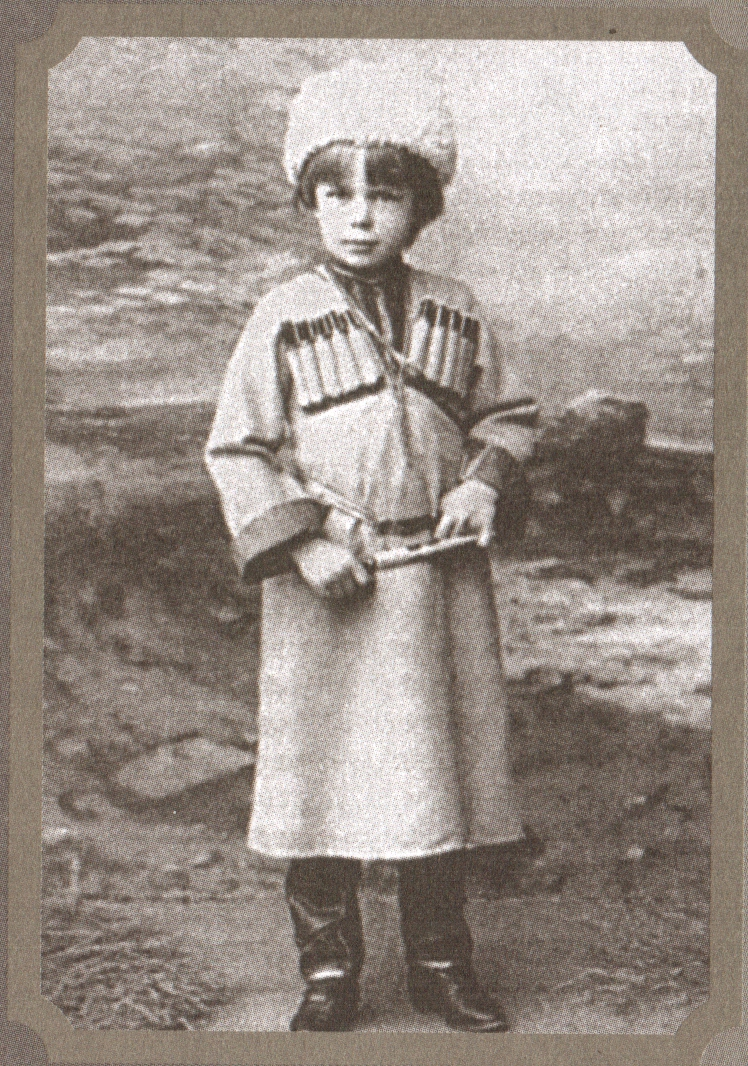
Roman von Ungern-Sternberg als Kind

Roman von Ungern-Sternberg wurde am 10. Januar 1886 in Graz als drittes Kind von Theodor Leonhard Rudolf von Ungern-Sternberg und Sophie Charlotte, aus dem hessischen Adelsgeschlecht von Wimpffen, geboren, und lutherisch getauft. Er war jedoch der Erste, der das Säuglingsalter überlebte. Seine beiden älteren Schwestern waren kurz nach der Geburt gestorben. Die Ungern-Sternbergs sind eine deutschbaltische Familie, welche damals über Besitzungen im Baltikum verfügte. Seine Eltern ließen sich im Jahr 1890 scheiden und Roman blieb bei seiner Mutter. Sophie Charlotte heiratete 1894 einen anderen deutschbaltischen Adeligen, Oskar von Hoyningen-Huene, und zog gemeinsam mit ihrem Sohn auf dessen Gut in Jerwakand.
Bis zu seinem 15. Lebensjahr wurde Roman zu Hause auf Deutsch unterrichtet, bevor er auf das Nikolaus-Gymnasium in Reval geschickt wurde. Aufgrund schlechter Noten und Widerstands gegen die Lehrer wurden seine Eltern jedoch bereits nach kurzer Zeit gebeten, ihn von der Schule zu nehmen. Sein Stiefvater verschaffte ihm einen Platz an der Marineakademie in Sankt Petersburg, wo seine Leistungen sich im ersten Jahr besserten. Nachdem er aber das zweite Jahr wiederholen musste und weiterhin nicht die erwartete Disziplin zeigte, wurde er im Februar 1905 der Akademie verwiesen.

### Vom Russisch-Japanischen Krieg bis zum Ersten Weltkrieg
Da er nun ohne Beschäftigung und Perspektive war, meldete er sich freiwillig zur russischen Armee, um als einfacher Soldat im Russisch-Japanischen Krieg zu kämpfen. An der Front nahm er nur an wenigen Kampfhandlungen teil und war bis Kriegsende zum Korporal aufgestiegen. Ungern-Sternberg sprach mit Respekt und Bewunderung von der japanischen Armee und ihrem Erfolg.
Zurück im Westen Russlands, wurde er kurzzeitig zum Pionierkorps versetzt, bevor er in die Pawlawsko-Militärakademie eintrat, wo er eine Kavallerieausbildung ableistete. Dort soll von Ungern-Sternberg, inzwischen russisch-orthodox geworden, auch erstmals mit dem Buddhismus und okkulten Praktiken in Berührung gekommen sein. Nachdem Ungern-Sternberg die Akademie im Mittelfeld seiner Klasse abgeschlossen hatte, bewarb er sich um einen Posten in einem Kosakenregiment und wurde dem 1. Argunregiment der Kosakenarmee Transbaikal in Daurien zugeteilt. Das Argunregiment, welches am gleichnamigen Fluss im Fernen Osten Russlands stationiert war, war Ungerns erste Wahl gewesen, da es gute Kontakte zu General Paul von Rennenkampff, einem seiner Verwandten, hatte und er sich von ihm Unterstützung erwartete. Aus nicht endgültig geklärten Gründen musste er das Argunregiment wieder verlassen. Es gilt als möglich, dass er sich in betrunkenem Zustand ein Duell mit einem anderen Offizier lieferte. Infolgedessen trat er in das 1. Amurregiment der Kosakenarmee Amur ein. Aufgrund allgemeiner Unzufriedenheit mit der Tatenlosigkeit im fernen Osten bat Ungern in einem Brief vom 4. Juli 1913 um seine Entlassung und Verlegung in die Reserve.
Nachdem ihm dies gestattet worden war, trat er zu Pferd eine Reise durch die Mongolei an, welche ihn unter anderem nach Urga führte. Nachdem er vergebens versucht hatte, in die dortige Schutztruppe des russischen Konsulats aufgenommen zu werden, gelang es ihm, im Konsulat von Kobdo als außerordentlicher Hauptmann akzeptiert zu werden. Da er nicht viele Pflichten hatte, nutzte er seine Zeit unter anderem, um die mongolische Sprache zu erlernen. Anfang 1914 verließ er die Mongolei jedoch und kehrte nach Reval zurück. Dort lebte er erwerbslos bis zum Ausbruch des Ersten Weltkriegs.

### Erster Weltkrieg

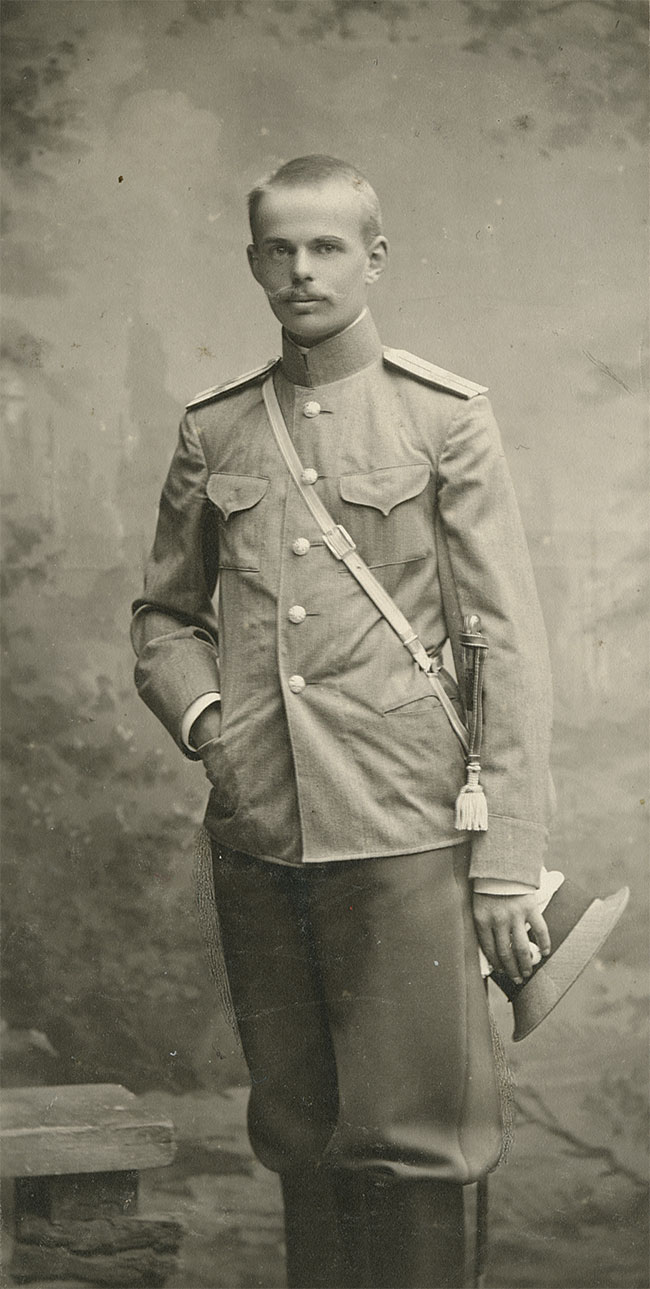
Ungern-Sternberg zur Zeit des Ersten Weltkriegs

Am 19. Juli 1914 wurde Ungern reaktiviert und einem Regiment aus Nertschinsk zugeteilt, welches am russischen Einmarsch in Ostpreußen beteiligt war. Nachdem die Fronten großteils zum Stillstand gekommen waren, machte Ungern sich als Anführer von Erkundungsmissionen bis unmittelbar vor oder sogar hinter die feindlichen Linien einen Namen. Für eine solche Aktion wurde er am 22. September 1914 zum Ritter IV. Klasse des Georgsordens ernannt. Bis zum Oktober 1916 kämpfte Ungern in Polen und Galizien und wurde währenddessen fünfmal verwundet. Trotz seiner Tapferkeit wurde er in dieser Zeit kaum befördert, was hauptsächlich mit seiner Disziplinlosigkeit zusammenhing. Nach einem Zwischenfall am 22. Oktober, bei dem er in betrunkenem Zustand einen Adjutanten des russischen Gouverneurs von Czernowitz beleidigte oder auch schlug, wurde er zu zwei Monaten Arrest verurteilt.
Nach seiner Entlassung im Januar 1917 wurde Ungern kurzzeitig in die Reserve versetzt und nach Wladiwostok geschickt, diente jedoch bereits kurz darauf an der Kaukasusfront. Hier traf er erneut auf Grigori Michailowitsch Semjonow, mit dem er sich bereits an der Front in Polen angefreundet hatte und mit dem er nach der Oktoberrevolution ein großes Gebiet im Fernen Osten Russlands unter seine Kontrolle bringen würde. Im Kaukasus versuchte Ungern, ein Regiment aus einheimischen, den Türken feindlich gegenüber stehenden Assyrern aufzubauen, was aufgrund mangelnder Freiwilligenzahlen scheiterte.
Im März 1917 begleitete Ungern Semjonow in den Osten, wo dieser mit offizieller Erlaubnis unter den einheimischen Burjaten Freiwillige für den Krieg im Westen rekrutieren wollte. Im Anschluss hieran verliert sich seine Spur bis zum November desselben Jahres.

### Nach der Oktoberrevolution

#### Zwischen Transbaikalien und der Mandschurei
Im Anschluss an die Oktoberrevolution schlug Ungern sich in Richtung Osten, in den Ort Daurien nahe der Grenze zur chinesischen Mandschurei, durch, wo Semjonow Stellung bezogen hatte. Von dort aus überquerte er auf Semjonows Befehl mit einigen Soldaten und einem Zug die Grenze und entwaffnete die etwa 1.500 Mann starke russische Garnison von Manjur, welche sich gegen ihre Offiziere gestellt hatte. Anschließend wurden sie, wie es in dieser frühen Phase des Russischen Bürgerkrieges noch üblich war, per Zug nach Westen geschickt. Manjur diente fortan als Basis für die beiden, wo sie ihre bisher nur einige hundert Mann starke Freiwilligentruppe verstärkten, welche fortan von ihnen Spezielle Mandschurische Division genannt wurde.
Ab dem 1. Januar 1918 stießen sie von ihrem Stützpunkt aus erneut vor und besetzten größere russische Gebiete entlang der russisch-chinesischen Grenze, welche sie aufgrund ihrer geringen Mannstärke oft jedoch nur kurz halten konnten. Ungern verlegte sich daher nach kurzer Zeit darauf, mit einer Truppe mongolischer Barguten die restlichen russischen Truppen in der Mandschurei zu entwaffnen. Da die Chinesen die Barguten als Aufständische betrachteten und Ungerns Machtzuwachs fürchteten, nahmen sie ihn und seine Truppen bei einem fingierten Festessen gefangen. Semjonow konnte sie jedoch freipressen, indem er einen Panzerzug in chinesisches Territorium entsandte.
Von März bis Juli 1918 versuchte die Spezielle Mandschurische Division erneut, russisches Gebiet zu besetzen, musste sich nach einer schweren Niederlage am 13. Juli jedoch tief in die Mandschurei zurückziehen. Ab August versuchten Ungern und Semjonow es erneut. Dieses Mal wurden sie durch japanisches Gerät sowie durch die Anwesenheit japanischer Truppen und die Gefechte zwischen den Bolschewiki und den Tschechoslowakischen Legionen unterstützt. Dadurch gelang es ihnen, ganz Transbaikalien zu besetzen, und Semjonow erklärte sich in Tschita zum Ataman der Region. Ungern erhielt das Kommando über den Ort Daurien und wurde von Semjonow darüber hinaus zum Generalmajor ernannt.

#### Kommandeur von Daurien

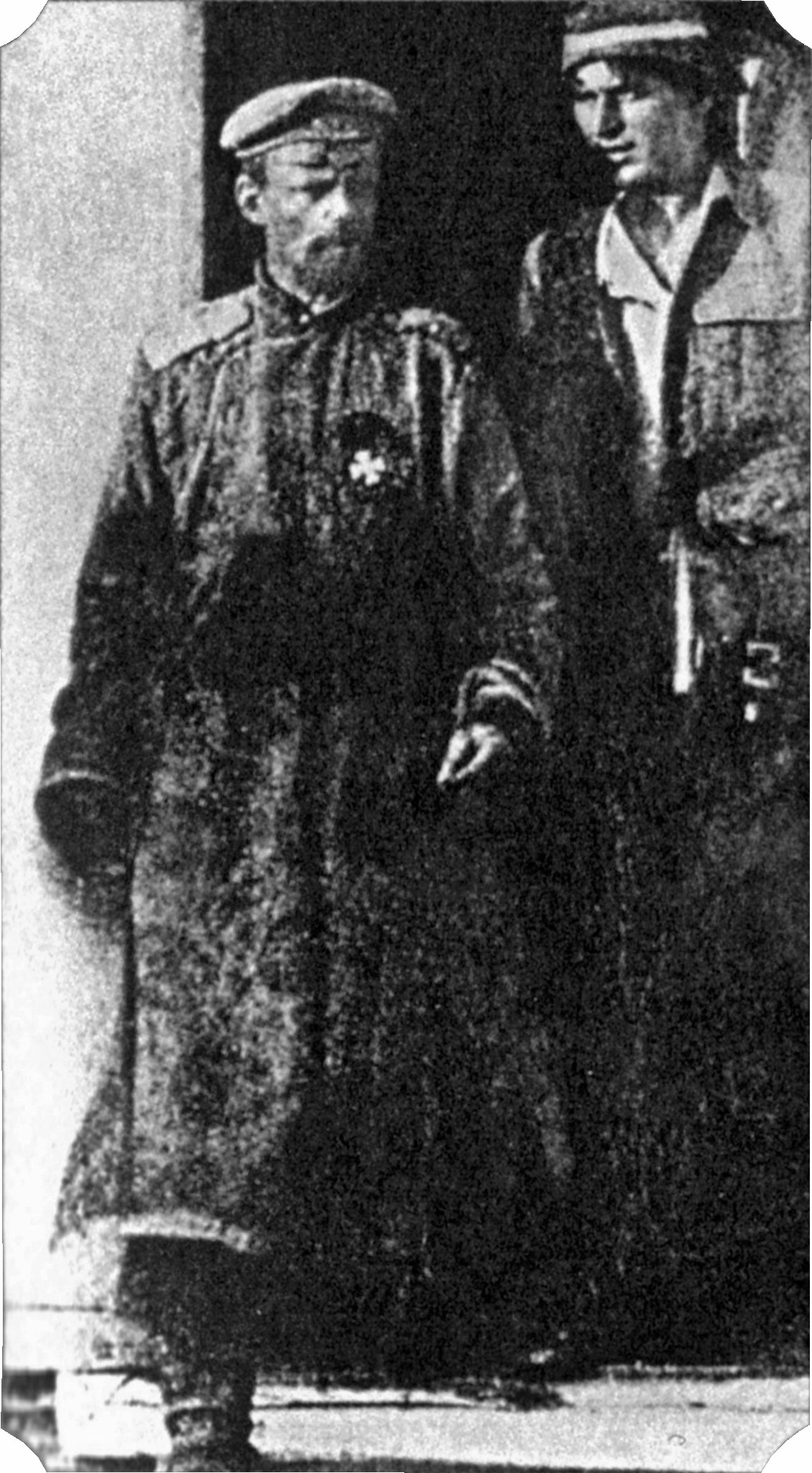
Ungern-Sternberg im Jahr 1920

Nach seiner Beförderung begann Ungern schnell, sich von Semjonow zu emanzipieren. So ließ er eigenständig neue Truppen rekrutieren und ausbilden. Parallel hierzu scheint eine Verrohung Ungerns und seiner Männer einhergegangen zu sein. Es kam häufig zur Plünderung umliegender Ortschaften und durchfahrender Züge und auch zur Folterung und Ermordung von Zivilisten. Besonders gefährdet waren hierbei Juden. Während Ungern nur wenig Vorbehalte gegenüber Nichtrussen im Allgemeinen hatte, machte er Juden für die Oktoberrevolution und die Abdankung des Zaren sowie den Bürgerkrieg verantwortlich, weshalb durchreisende Juden häufig aus den Zügen gezerrt und erschossen wurden. Von Zeit zu Zeit scheint er außerdem für die Zeit nach dem Sieg der Weißen eine „Säuberung“ Russlands von allen Juden geplant zu haben.
Obwohl ihr Zerwürfnis immer weiter fortschritt, besonders da Ungern sich zunehmend über die Korruption, Verschwendungssucht und Judenfreundlichkeit Semjonows ärgerte, zeichnete letzterer ihn im März 1919 erneut mit dem Georgsorden 4. Klasse aus und ernannte ihn zum Generalleutnant, vielleicht weil Ungern sich um die vielen Kriegsgefangenen kümmerte. Mit der weiteren Eskalation des Bürgerkriegs gingen beide Seiten dazu über, entwaffnete Gefangene nicht mehr zurück in Feindesland zu schicken. Die unter Semjonows Truppen gefangenen Bolschewiken wurden oft in Züge gepfercht und in das Gebiet Ungerns gebracht, der einen Großteil von ihnen beinahe unmittelbar darauf in der Umgebung Dauriens ermorden und häufig unbestattet liegen ließ. Auch mit seinen eigenen Leuten ging er nicht besser um. Während der Jahre 1919 und 1920 zogen mehrere Typhus- und Choleraepidemien durch Sibirien. Ungern ließ Kranke, bei denen eine Genesung unwahrscheinlich erschien, augenblicklich erschießen, um eine weitere Ausbreitung der Krankheit zu verhindern.
Am 16. August 1919 heiratete Ungern überraschend in Harbin eine neunzehnjährige chinesische Adelige mit dem russischen Namen Elena Pawlowna. Diese begleitete ihn jedoch nicht nach Daurien, sondern blieb in Harbin, wo sie regelmäßige Geldzuwendungen Ungerns erhielt.

### In der Mongolei

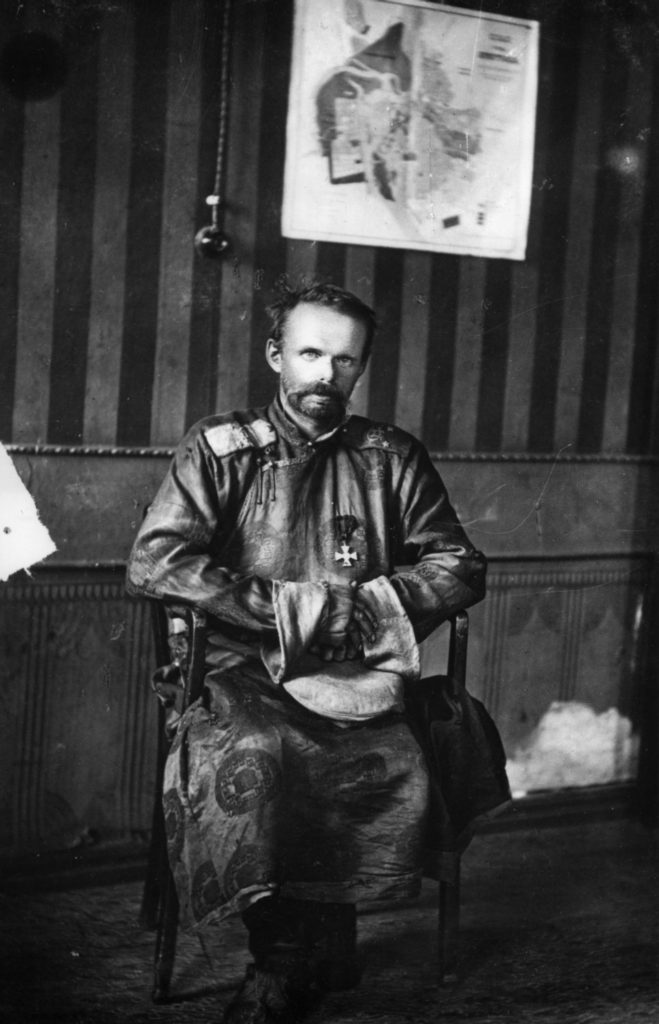
von Ungern-Sternberg 1921 in der Mongolei

Im Verlauf des Jahres 1920 verschlechterte die Lage der Weißen Truppen sich immer weiter, und nach dem Tod Admiral Koltschaks und dem Rückzug der Truppen von General Wrangel von der Krim stellte Transbaikalien das letzte größere unter weißer Kontrolle stehende Gebiet dar. Da Ungern sich der Tatsache bewusst war, dass auch ihr Gebiet bald an die bolschewistischen Truppen fallen würde, begann er sich nach einem Rückzugsort für sich und seine Truppen umzusehen.
Etwa zu dieser Zeit erhielt er einen Brief des mongolischen 8. Bogd Gegen, welcher ihn und seine Truppen um Hilfe bat. Mit finanzieller und militärischer Unterstützung des Russischen Kaiserreichs hatte der 8. Bogd Gegen im Zuge der Xinhai-Revolution 1911 die Unabhängigkeit der Äußeren Mongolei ausgerufen und sich selbst zum Bogd Khan ernannt. China erkannte die Sezession nicht an, räumte der Provinz 1915 mit dem Vertrag von Kjachta aber gewisse Autonomierechte ein. Während der Oktoberrevolution nutzten die Nationalchinesen Russlands Schwäche: Bogd Khan wurde abgesetzt und die Äußere Mongolei am 27. November 1919 administrativ wieder vollständig Peking untergeordnet. Da der Befehlshaber der chinesischen Truppen in der Äußeren Mongolei, Xu Shuzheng, damit die Macht des Bogd Khan beschnitt, war diesem daran gelegen, Unterstützer für einen Umsturz zu finden. Einen solchen fand er in Ungern, der Anfang August 1920 einen Brief an seine Ehefrau schrieb, in welchem er nach chinesischem Recht erklärte, sich von ihr scheiden zu lassen. Im Anschluss hieran zog er an die mongolische Grenze und besetzte am 15. August den kleinen Ort Aksha, bevor er weiter in die Mongolei zog und sein Gebiet in Transbaikalien aufgab.
Seine Truppenstärke, als er in die Mongolei eindrang, ist nicht genau bekannt, dürfte jedoch 1.500 Mann nicht überstiegen haben. Mit diesen Kämpfern beschloss Ungern, in der Nacht des 26. Oktobers, den nahe der Hauptstadt Urga gelegenen Ort Maimaicheng anzugreifen. Hier befanden sich die meisten der chinesischen Garnisonstruppen, sodass ein Sieg dort der chinesischen Position im Land deutlich geschadet hätte. Allerdings befanden Ungerns Truppen sich in der Unterzahl, und Maimaicheng war gut befestigt. Nach einem ersten Rückschlag, während dessen es nur zu kleineren Gefechten gekommen war, griff er fünf Tage später erneut an, wurde allerdings abermals zurückgeschlagen. Da der Winter sich bereits ankündigte, beschloss Ungern, vor dem neuen Jahr keine Aktionen mehr zu wagen, und zog sich mit seinen Truppen nach Zam Kuren, etwa 250 Kilometer östlich von Urga, zurück, wo er und seine Truppe umliegende Siedlungen und Klöster plünderten. Um die Disziplin aufrechtzuerhalten, führte Ungern einen strengen Strafkatalog ein, der für die kleinsten Vergehen harte körperliche Züchtigung oder Folter vorsah. Deserteure ließ er verfolgen und zu Tode hetzen.
1920 trennte sich Ungern-Sternberg von Semjonow und etablierte sich als selbständiger Kriegsherr. Er hielt die Monarchie für das einzige Regierungssystem, welches die westliche Zivilisation vor Korruption und Selbstzerstörung schützen könne. Er wollte die Qing-Dynastie in China wieder etablieren und die fernöstlichen Nationen unter ihrer Herrschaft vereinen. Als fanatischer Antisemit proklamierte er in einem Manifest von 1918 seine Absicht, „alle Juden und Volkskommissare in Russland auszulöschen“ und Großfürst Michail Romanow, den jüngeren Bruder von Nikolaus II., auf den russischen Thron zu setzen. Wegen der Wirren des Ersten Weltkriegs flohen viele Juden aus dem Westen Russlands, wo sie vor dem Krieg gezwungen worden waren, sich niederzulassen, nach Osten. Die Truppen von Ungern-Sternberg ermordeten alle Juden, derer sie habhaft werden konnten, häufig auf grausame Weise.
Im Januar 1921 befahl Ungern mehrere Angriffe auf Urga, welche zunächst unter hohen Verlusten scheiterten. Im Februar gelang es ihm schließlich, die Stadt einzunehmen. Am 13. März 1921 wurde in der Mongolei eine unabhängige Monarchie ausgerufen. Ungern-Sternberg brachte Bogd Khan, den Jebtsundamba Khutughtu, nominell auf den Thron und wurde von ihm im Gegenzug als Inkarnation der zornigen Schutzgottheit Jamsarang (tib. Begtse) identifiziert. Ungern-Sternberg war fasziniert von fernöstlichen Religionen wie dem Buddhismus. Seine Philosophie war eine wirre Mischung von russischem Nationalismus mit chinesischen und tibetischen Glaubensvorstellungen. Im Alltag war seine kurze Regentschaft vor allem durch Morde und Plünderungen seiner Armee geprägt. Opfer waren neben Juden auch Russen, die nicht politisch mit ihm übereinstimmten. Die Terrorherrschaft seiner Armee, Requirierungen und Zwangsaushebungen kosteten ihn auch unter den Mongolen, die ihn zunächst als Befreier von den Chinesen angesehen hatten, schnell alle Sympathien.

### Niederlage und Tod

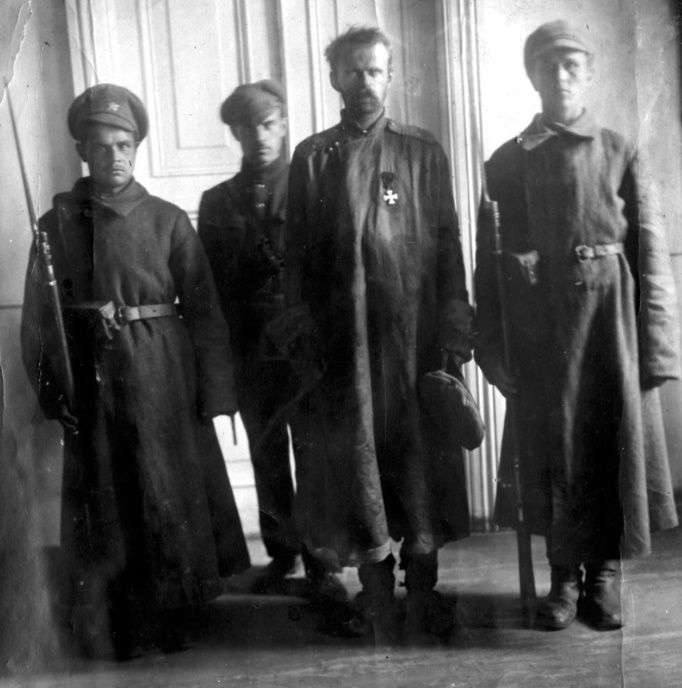
Ungern-Sternberg vor der Hinrichtung

Der Baron versuchte im Frühjahr 1921, in Burjatien sowjetisches Territorium anzugreifen. Nach anfänglichen Erfolgen im Mai und Juni wurde er aber in einer Gegenoffensive geschlagen. In der Zwischenzeit hatten Anfang Juli Verbände der neuaufgestellten Mongolischen Revolutionären Volksarmee (unter Damdiny Süchbaatar) und sowjetrussische Verbände Urga besetzt. Ungern-Sternbergs Leute lieferten ihn am 21. August 1921 an die Rote Armee aus.
In einem Schauprozess unter der Leitung von Jemeljan Michailowitsch Jaroslawski wurde Ungern-Sternberg durch ein militärisches Eiltribunal zum Tode verurteilt. Der Prozess dauerte weniger als sieben Stunden. Er wurde in Nowonikolajewsk erschossen. Angeblich soll er vor seinem Tod noch sein Ritterkreuz IV. Klasse des Georgsordens heruntergeschluckt haben, um zu verhindern, dass es in die Hände der Kommunisten falle.

## Trivia
- Im erstmals 1939 erschienenen Roman Ein Traum in Rot von Alexander Lernet-Holenia hat Ungern-Sternberg als Nebenfigur einen kurzen Auftritt.
- Der italienische Comiczeichner Hugo Pratt machte Ungern-Sternberg 1974 zu einer handlungstragenden Nebenperson in seiner Graphic Novel Corto Maltese in Sibirien.